# Petits grans amics
Petits grans amics (títol original en francès, Quand tu seras grand) és una pel·lícula de comèdia dramàtica francobelga dirigida per Andréa Bescond i Éric Métayer, estrenada el 2023. S'ha doblat i subtitulat al català.

## Repartiment
- Vincent Macaigne: Yannick
- Aïssa Maïga: Aude
- Évelyne Istria: Gigi
- Christian Sinniger: Yvon
- Kristen Billon: Brieuc
- Marie Gillain: Élisa
- Carole Franck: Nelly
- Éric Métayer: director de la residència
- Bernard Bloch: Gérard
- François Alu: Jean-Yves
- Clément Ducol: Juanito
- Stéphane Brel
- Andréa Bescond: neta d'un resident